# Deux Hommes dans la steppe
Pour plus de détails, voir Fiche technique et Distribution.
Deux Hommes dans la steppe (Двое в степи, Dvoe v stepi) est un film soviétique réalisé par Anatoli Efros, sorti en 1964,.

## Fiche technique
- Titre français : Deux Hommes dans la steppe[3]
- Photographie : Piotr Emelianov
- Musique : Djivan Ter-Tatevosian
- Décors : Nikolaï Markin